# Peleteria corusca
Peleteria corusca är en tvåvingeart som beskrevs av Richter 1972. Peleteria corusca ingår i släktet Peleteria och familjen parasitflugor. Inga underarter finns listade i Catalogue of Life.